# Samuel Chapple
Samuel Chapple (Den Haag, 23 november 1998) is een Nederlands atleet. Zijn specialisme zijn de middellange afstanden en dan vooral de 800 m en 1500 m. In 2022 werd hij voor de eerste maal Nederlands indoorkampioen op de 800 m. In 2025 verbeterde hij de Nederlandse indoorrecords op zowel de 800 als de 1000 en de 1500 m en werd hij Europees indoorkampioen op de 800 m.

## Loopbaan

### Jeugd
Chapple begon al vroeg met atletiek. Bij de pupillen van AV '40 in Delft bleek al zijn talent op de middellange afstand. Blessureleed in zijn tienerjaren dreef hem naar de sportschool en de 400 m. Als A-junior bij AV Olympus '70 in Naaldwijk boekte hij weer succes op de 800 m. In 2018 ging hij Science, Business & Innovation studeren aan de Vrije Universiteit Amsterdam. Ook stapte hij over naar het Team Distance Runners van trainer Guido Hartensveld en verhuisde hij naar een atletenhuis in Castricum. Dit bleek een prima impuls voor steeds betere prestaties.

### Doorbraak
Begin 2022 werd Chapple Nederlands indoorkampioen op de 800 m. Tijdens een andere indoorwedstrijd in Apeldoorn dook hij onder een WK-limiet op de 800 m. Met een tijd van 1.46,61 mocht hij naar de WK indoor in Belgrado. Daar werd hij derde in de vierde en snelste serie, waardoor hij zich net niet kwalificeerde voor de finale. Zijn snelle tijd was wel goed voor een negende plek in de uitslag. Eind mei brak hij een enkel, waarbij hij ook nog zijn enkelbanden scheurde. De daaropvolgende operatie was succesvol, maar zijn seizoen was ten einde. In 2024 werd Chapple tijdens de Nederlandse kampioenschappen tweede op de 800 m.
In 2025 trainde Chapple bij het Valley Running Team van Grete Koens. In het begin van het jaar verbeterde hij in Apeldoorn de Nederlandse indoorrecords op zowel de 800 als de 1500 m en plaatste hij zich daarmee voor de EK en WK indoor. Op 25 januari liep hij 3.35,61 op de 1500 m en haalde zo 0,71 seconden af van het record van Robin van Riel uit 2024. Op 2 februari dook hij onder het 22 jaar oude record uit 2003 van Bram Som op de 800 m. Zijn 1.45,46 was een verbetering van vier tienden.

### Europees Indoorkampioen 2025
Met de Nederlandse records had Chapple zich op zowel de 1500 als de 800 m gekwalificeerd voor de EK Indoor 2025, die in Omnisport in Apeldoorn gehouden werden. Omdat de twee onderdelen lastig te combineren zijn, kwam Chapple alleen uit op de 800 m. Op vrijdag 7 maart liep hij zijn serie, waarin hij de hele wedstrijd lang op de derde plek liep. Hij kon met 1.46,15 zijn concurrenten Elvin Josué Canales (1.45,93) en Maciej Wyderka (1.46,11) net niet voorbij. Hij kon dus geen rechtstreekse kwalificatie voor de halve finale afdwingen, maar zijn tijd was snel genoeg om op basis van tijdsnelsten een plek te bemachtigen. In zijn halve finale eindigde Chapple als tweede in 1.45,86, vlak achter de Belg Eliott Crestan (1.45,84). Hij plaatste zich voor een plek in de finale, samen met trainingsmaatje Ryan Clarke, de winnaar van de eerste halve finale.
De finale vond plaats op zondag 9 maart. Crestan nam de leiding en probeerde de wedstrijd hard te maken. Hij opende de eerste ronde in 25,10. Terwijl Canales en Clarke op positie twee en drie duelleerden voor de beste uitgangspositie, bleef Chapple afwachtend op positie vijf. Na ruim 500 meter begon zijn aanval, waarbij hij de Ier Mark English, de uiteindelijke winnaar van het brons, als eerste voorbij ging. In de laatste ronde naderde hij ook Canares en Clarke, wie hij via de buitenbocht moest inhalen. Beiden hadden in hun onderlinge strijd veel gegeven en zakten terug naar de plaatsen vijf en zes. Chapple moest nu alleen nog afrekenen met Eliott Crestan, die in de halve finale nog voor hem eindigde. Ditmaal had de Nederlander echter een goede eindsprint over en in de laatste tien meter wist hij de Belg te passeren. Samuel Chapple werd Europees indoorkampioen in 1.44,88, vier honderdsten voor de zilveren Crestan (1.44,92). Zijn tijd was bovendien een verbetering van zijn eigen Nederlandse record; het was bovendien de eerste keer in zijn carrière dat hij de magische grens van 1.45 wist te beslechten.

## Kampioenschappen

### Europese kampioenschappen
Indoor
| Onderdeel | Jaar |
| --------- | ---- |
| 800 m     | 2025 |

### Nederlandse kampioenschappen
Outdoor
| Onderdeel | Jaar |
| --------- | ---- |
| 1500 m    | 2025 |

Indoor
| Onderdeel | Jaar       |
| --------- | ---------- |
| 800 m     | 2022, 2025 |

## Persoonlijke records
Outdoor
| Onderdeel   | Prestatie | Datum            | Plaats    |
| ----------- | --------- | ---------------- | --------- |
| 800 m       | 1.43,96   | 12 augustus 2025 | Boedapest |
| 1 Eng. mijl | 4.01,41   | 14 mei 2022      | Londen    |

Indoor
| Onderdeel | Prestatie    | Datum            | Plaats     |
| --------- | ------------ | ---------------- | ---------- |
| 800 m     | 1.44,88 (NR) | 9 maart 2025     | Apeldoorn  |
| 1000 m    | 2.16,09 (NR) | 15 februari 2025 | Birmingham |
| 1500 m    | 3.35,61 (NR) | 25 januari 2025  | Apeldoorn  |

## Prestaties

### 800 m
- 2022:  NK indoor - 1.50,23
- 2022: 9e WK indoor - 1.48,09
- 2024:  NK - 1.45,63
- 2025:  NK indoor - 1.48,48
- 2025:  EK indoor - 1.44,88 (NR)
- 2025: 4e WK indoor - 1.45,55
- 2025: 8e FBK Games - 1.45,22
- 2025: 7e EK landenteams First League in Madrid - 1.46,09
- 2025: 5e Gyulai István Memorial - 1.43,96

### 1500 m
- 2024: 4e NK indoor – 3.40,50
- 2025:  NK – 3.43,20